# Penfield (Illinois)
Penfield es un lugar designado por el censo ubicado en el condado de Champaign en el estado estadounidense de Illinois. En el Censo de 2010 tenía una población de 193 habitantes y una densidad poblacional de 289,95 personas por km².

## Geografía
Penfield se encuentra ubicado en las coordenadas 40°18′17″N 87°56′40″O / 40.30472, -87.94444. Según la Oficina del Censo de los Estados Unidos, Penfield tiene una superficie total de 0.67 km², de la cual 0.67 km² corresponden a tierra firme y (0%) 0 km² es agua.

## Demografía
Según el censo de 2010, había 193 personas residiendo en Penfield. La densidad de población era de 289,95 hab./km². De los 193 habitantes, Penfield estaba compuesto por el 96.89% blancos, el 0.52% eran afroamericanos, el 0% eran amerindios, el 1.04% eran asiáticos, el 0% eran isleños del Pacífico, el 0% eran de otras razas y el 1.55% pertenecían a dos o más razas. Del total de la población el 1.04% eran hispanos o latinos de cualquier raza.